# كاموغاوا (تشيبا)
مدينة كاموغاوا (بالإنجليزية: Kamogawa)‏ هي إحدى المدن التابعة لولاية تشيبا. تأسست رسميًا في 11/02/2005. ويقدر عدد سكانها بـ 35792 نسمة حسب تقدير مكتب الإحصاء الياباني لعام 2012. تبلغ مساحة كاموغاوا 191.3 كم2. بكثافة سكانية تبلغ 187 نسمة/كم2.

## توأمة
لكاموغاوا (تشيبا) اتفاقيات توأمة مع:
- مانيتووك